# Photoblog.pl
Photoblog.pl – polski serwis społecznościowy istniejący od 2004 roku, którego użytkownicy mogą tworzyć internetowy blog. Pierwszoplanową rolę w serwisie odgrywają zamieszczane przez użytkowników zdjęcia. 
W latach 2008–2009 był to jeden z pięciu lub sześciu najpopularniejszych portali o funkcjach społecznościowych w Polsce – obok serwisów Nasza klasa, YouTube, MojaGeneracja.pl, Myspace i Fotka.pl. W przeciwieństwie do ostatniego, przeznaczonego dla młodszych odbiorców, grupę docelową Photobloga stanowią osoby w przedziale wiekowym 15–40 lat. W 2014 roku serwis zajmował trzecie miejsce wśród najpopularniejszych serwisów blogowych, po platformie Blogger i serwisie Pinger.
W pewnym okresie na platformie Photoblog.pl działało ponad 100 tysięcy blogów fotograficznych, choć dane te mogą być znacznie zawyżone przez fakt wliczania w statystyki także blogów już nieaktualizowanych przez ich autorów.

## Historia
Photoblog.pl założyło dwóch studentów z Trójmiasta – Sebastian Michałowski oraz Tomasz Chmielewski. Pierwsza wersja powstała 23 marca 2004 roku. Właścicielem serwisu jest założona i prowadzona przez twórców serwisu firma Pixnet Sp. z o.o., której siedziba mieści się przy ulicy Świętojańskiej w Gdyni. Początkowo serwis miał nazywać się fotoblog.pl, jednak w czasie, gdy powstawał, nazwa ta była zajęta. Ostatecznie jednak obie domeny, Photoblog.pl i fotoblog.pl, należą do firmy Pixnet Sp. z o.o.
W maju 2008 roku serwis rozpoczął partnerską współpracę z Agorą, dzięki czemu wzbogacił jej ofertę internetową, ale sam wciąż funkcjonował jako niezależna marka. W ramach współpracy Agora wspomagała dalszy rozwój serwisu oraz prowadziła na zasadach wyłączności sprzedaż powierzchni reklamowej.
30 grudnia 2022 roku wydawca serwisu spółka Pixnet poinformowała, że serwis zostanie zamknięty z dniem 31 marca 2023 roku. 7 lutego 2023 roku na oficjalnym profilu strony w serwisie społecznościowym Facebook pojawiła się jednak informacja, że serwis Photoblog.pl nie zostanie zamknięty i będzie działał nadal. Od 15 lipca 2023 właścicielem serwisu jest Netstel Software Marcin Matusiak Sp. J.. 